# イチローナガタ
イチローナガタ（本名：永田市郎、1943年2月5日 -）は、アメリカ合衆国在住の元日本人写真家。1974年に渡米し、日米両国の銃器雑誌向けの写真家として活躍中。

## 人物
1943年、鹿児島市生まれ。大家族の末っ子として育つ。
少年期にカメラと銃に興味を持ち、モデルガンを改造するなどして過ごした。
上京し東京綜合写真専門学校卒業後、コマーシャル・フォトグラファーとなる。
結婚し国内で生活していたが、日本社会の現状に失望し、施設児童の報道写真を兄の依頼で撮影し、報酬として受け取った100万円を元手に1974年に米国に住む兄弟を頼って渡米。
皿洗い等をしながらカメラマンとしての修行を重ね、月刊Gun1976年12月号より、アメリカから実銃レポートの寄稿を開始。当初は本名の永田市郎で活動を行っていた。ニックネームはイーチ。
月刊Gunではケイ（ウエスタンアームズ代表国本圭一）と共に人気を博した。銃そのもののレポートの他、テッド・イマイやボブ・チャウといった人物にスポットを当て紹介するなど、現地の交友関係を生かした新たな記事スタイルを確立した。
1980年頃にコンバットマガジンへ移籍。1980年にS&Wアカデミーに入り修了認定を受ける。アメリカ永住権を獲得し、「優秀なガンリポーターは優秀なガンシューターであるべき」との持論を展開し、ビアンキカップなどの射撃競技に出場するようになる。競技における成績はPPCでグランドマスター獲得、IPSCでAクラス入り、ビアンキカップ最高8位など。
1981年モデルガンメーカーコクサイとアドバイザー契約を結び、アメリカで自身が所蔵するFN ブローニングM1910やS&Wの回転式拳銃の取材に協力し、それまで他社コピー品を販売したり玩具然とした二流品のイメージのあったコクサイ製品のリアルさ向上に貢献した。
1983年にはモデルガンメーカーMGCとアドバイザー契約を結ぶ。その後モデルガンチャレンジャーに移籍。大ヒット作となったMGC ガバメント(GM5)をベースに自身が競技で使用するマッチカスタムをモデルガンとして製品化し、シューターワンを使用したシューティングマッチのブームの先導役となり一時代を築いた。
1985年のモデルガンチャレンジャー廃刊後、再びコンバットマガジンに戻る。アメリカで流行したペイントボールを撃ち出すCO2エアガンを使用したサバイバルゲームの紹介記事を執筆し、日本におけるエアソフトガンによるサバイバルゲームを流行させる要因のひとつとなった。
その後も活動を広げ、海外の実銃メーカー、日本国内の遊戯銃メーカーなどの広報写真の撮影を担当し、銃器フォトグラファーとしての地位を確立した。
2008年にはスティールチャレンジのシニアクラスでチャンピオンとなった。

## 活動
執筆記事は実射を伴うアクティブなレポートが中心で赤や青のライティングを使用し明暗を強調した撮影手法や、「トゥリガー」「マガズィン」「ケイス」「フレイム」「ハマー」「リヴォルヴァ」等、英語発音に近いエンスー表記を使用するなどユニークだが、時期により表記は一貫していない。
この独特の表記については一部で市和辞典と称する辞書同人誌がビクトリーショーなどのイベントで販売されている。
後に活躍するケン・ノザワやトモ・ハセガワ等の銃専門誌ライターはその執筆記事、撮影、活動においてイチロー・ナガタの影響を大きく受けている。
- 月刊Gun - 写真及び記事執筆
- コンバットマガジン - 写真及び記事執筆
- モデルガンチャレンジャー - 写真及び記事執筆
- ストライク アンド タクティカルマガジン（SATマカジン）- 写真及び記事執筆

2008年の秋葉原通り魔事件を契機として、日本国内では刃物に対する規制を強化する動きが高まった。コンバットマガジン誌のナイフ記事では、『正義を守るプロの道具とはいえ、マントラックは磨ぎ澄まされた超一流の殺人用ナイフなのだ。その一見ふくよかなブレイドラインは経験と計算に基き、最も効率よく人間の身体を切開するためにデザインされている。マントラックの切っ先を肋骨の間に当て、そいつをグイと押す。すると、バターのように刀身は内臓に刺しこむという。そんな強力な『武器』なのだ。（2000年12月号）』『ウォーレンナイフは、木などを削るためにあるのではない、そのターゲットは、まさしく「人間の内臓」そのもの。人を殺すためだけに存在するのだ。（2004年11月号）』等の過激な文章を掲載していたが、事件以後はナイフで殺人を行うことについての記事は書いていない。